# 垣屋光成
垣屋 光成（かきや みつなり、永正17年（1520年） - 文禄元年（1592年）？）は、戦国時代から安土桃山時代にかけての武将。山名氏の家臣。垣屋続成あるいは続貫の子。
なお、没年は1582年で、以降の事績は子とされる垣屋恒総によるものともいわれる。

## 概要

### 山名家家臣時代
山名祐豊の有力な重臣で、続成の時代に権勢を誇っていたという。1570年、続成が対立する田結庄是義に殺されると、1575年に是義を討ち果たした。（野田合戦）
その後は山名祐豊を織田信長の側に与させて、1572年には尼子勝久と協力して毛利方の武田高信を攻める。
1575年、主君の祐豊が織田を裏切って毛利氏と和睦すると祐豊を見限る。

### 羽柴家家臣時代
1580年に信長の命を受けた羽柴秀吉の侵攻にいちはやく降伏。羽柴家により但馬平定が成ると山名豊国が籠もる鳥取城攻めに参加することとなり、因幡国巨濃郡に2万石を与えられ二上山城城主となった。

## 血縁
- 垣屋続成（父）
- 垣屋恒総（子）
- 垣屋続貫（兄？）
- 垣屋豊続（従兄弟）